# Rika Zaraï
Rika Gozman (Jerusalén, 19 de febrero de 1938 - 23 de diciembre de 2020) más conocida como Rika Zaraï, fue una cantante y escritora israelí.

## Biografía
Rika Gozman nació en Jerusalén. Pasó su bachillerato a los 17 años y obtuvo su servicio militar inmediato, superando la convocatoria por un año. Asistió al Conservatorio de Música de Jerusalén donde obtuvo un primer premio en piano. Durante los 18 meses del ejército, fue nombrada productora musical en un grupo del ejército del centro.
El 9 de noviembre de 1969 fue víctima de un accidente automovilístico. La cantante entró en coma durante seis días y permaneció inmovilizada durante ocho meses en un caparazón de yeso. A pesar de un pronóstico médico reservado, se recuperó por completo después de tres años. Fue durante su dolorosa convalecencia que Rika compuso, como desaire a su sufrimiento, la canción Balapapa, con letra alegre y que sería un gran éxito.
Además de su carrera musical, Rika Zaraï se distinguió en la promoción de la fitoterapia desde los años 80. Después de haber estudiado medicina no convencional durante once años, publicó bajo su nombre en 1985 un libro de nombre Ma médecine naturelle (en español Mi medicina natural), logrando vender 2 millones de copias. Sus posiciones en este ámbito se encuentran con una fuerte oposición, especialmente por parte de los farmacéuticos franceses.
El 3 de junio de 2008, Rika fue hospitalizada de urgencia tras sufrir un derrame cerebral. Fue internada en cuidados intensivos en el Hospital Pitié-Salpêtrière, sufriendo en particular una parálisis parcial en el lado izquierdo del cuerpo.

### Carrera musical
En la década de 1950, el escritor israelí Aharon Megged escribió un musical para el grupo de entretenimiento del Comando Central de las FDI sobre cinco soldados que se enamoraron de cinco muchachas del campo. En 1956, fue producido comercialmente por el teatro Ohel protagonizado por Rika Zarai. La música fue escrita por su esposo Yochanan Zarai, con letra y melodías de Naomi Shemer.

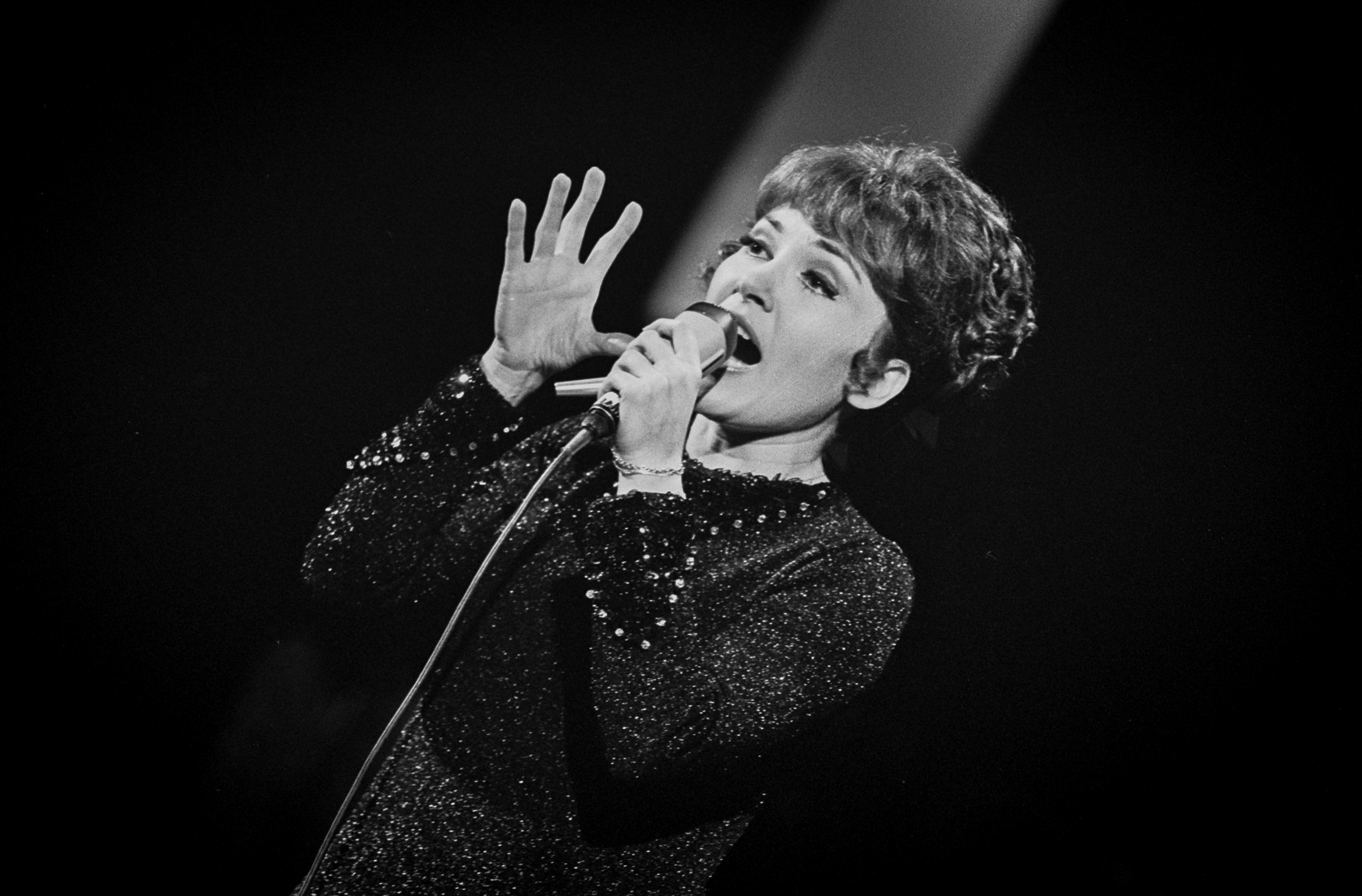
Rika Zaraï en 1969

En 1969, Zarai saltó a la fama con sus canciones Casatschok y Alors je chante, siendo este último la versión francesa de Vivo Cantando. Tuvo una exitosa carrera en Europa, donde popularizó canciones clásicas israelíes como Hava Nagila, Yerushalayim shel zahav y Hallelujah.. 
Después de publicar otros libros en la década de 1990 y seguir estudiando salud, volvió a cantar en los  2000, regresando con el álbum Hava. Cantó en el Queen de París en 2000, teniendo la versión oriental de Hava nagila éxito en los clubes nocturnos donde cantó hasta 2004.
El 3 de febrero de 2020, doce años después de su accidente cerebrovascular, cantó en público durante la fiesta Noche de la Depresión organizada por Raphaël Mezrahi en el Folies Bergère de París.
Zarai cantaba sus canciones en hebreo, inglés, francés, italiano, español y alemán. Además vivía en París pero visitaba Israel periódicamente.
Falleció el 23 de diciembre de 2020, a la edad de 82 años.

## Discografía
- Chante Israël (1962)
- Rika Zaraï (1964)
- Un beau jour je partirai (1967)
- Alors je chante (1969)
- Moi le dimanche (1971)
- Les Dessins animés (1973)
- Chansons d'Israël (1973)
- Ma poupée de France (1975)
- Papá li di (1979)
- Chante l'ami (1982)
- L'espoir (1983)
- Sans rancune et sans laments (1985)
- Historia (1988)
- Hava (2000)
- Quand les hommes (2007)

## Obras publicadas
- Ma médecine naturelle, Michel Lafon, 1985
- 47 recettes de plantes, Mangina, 1986
- Soins et beauté par l'argile et les plantes, Mangina, 1987
- Mes secrets naturels pour guérir et réussir, JC Lattès, 1988
- Ces émotions qui guérissent, Michel Lafon, 1995
- Le Code secret de votre personnalité , Michel Lafon, 1996
- L'espérance a toujours raison (memorias), Michel Lafon, 2006